# Wikimedia Commons
Per a informació sobre els arxius de Wikimedia Commons vegeu Ajuda:Carregar un arxiu a Commons.
Wikimedia Commons (també anomenat Commons o Wikicommons) és un magatzem de contingut multimèdia lliure incloent imatges, àudio i vídeo. Els arxius que els usuaris inclouen poden fer-se servir en altres projectes de la Fundació Wikimedia i arreu, sempre que es compleixin les llicències corresponents.

## Història
El projecte es va iniciar el 7 de setembre de 2004, al novembre de 2004 ja emmagatzemava 10.000 arxius multimèdia i el desembre del 2012 ja 12 milions. Wikicommons va estrenar la versió 1.4 del programari MediaWiki. L'abril del 2016 tenia més de 30 milions de fitxers.

## Idiomes
L'idioma principal a la Wikimedia Commons és l'anglès, però els usuaris registrats poden configurar a les seves preferències l'idioma en què prefereixen que es mostrin els missatges del programari i, a més a més, hi ha pàgines que han estat traduïdes a diversos idiomes.

## Copyrights i llicències
Des del 2004 a Wikimedia Commons no és permès incloure arxius llicenciats sota una llicència que no sigui lliure o no en permeti l'ús comercial. S'accepten arxius amb llicències com la GFDL o les versions no restrictives amb l'ús comercial de Creative Commons, com CC-BY-SA o superiors.